# Élisabeth Lacoin
Pour les articles homonymes, voir Lacoin.
Élisabeth Lacoin (surnommée Zaza), née le 25 décembre 1907 à Tours et morte le 25 novembre 1929 à Sceaux, est une écrivaine française connue pour avoir été la meilleure amie de Simone de Beauvoir.

## Biographie

### Famille
Élisabeth Lacoin naît le jour de Noël 1907 à Tours. Elle est la fille de Maurice Lacoin (1877-1963) et de Marguerite Lafabrie (1874-1952). Elle a huit frères et sœurs : Marie-Thérèse (1903-1978), Pierre (1906-1986), Madeleine (1909-1994), Bernard (1911-1984), Germaine (1913-1999), Geneviève (1918-1997), Françoise (1918-?) et Vincent (1919-2009). Elle est issue d'importantes familles dacquoises comme les Darracq ; elle passe d'ailleurs une partie de ses étés dans les Landes.

### Vie
Elle subit dans son enfance un accident domestique qui la laisse gravement brulée. Elle étudie aux cours Desir à Paris où elle lie une amitié profonde avec Simone de Beauvoir, avec qui elle dispute la place de première de la classe. Très vite, elle se moque du système, et de son établissement catholique. Elle est reçue en juillet 1924 aux baccalauréats littéraire et scientifique. Elle tombe à cette époque dans une dépression après sa rupture forcée avec son cousin André, que ses parents exigeaient d'elle ; elle se tourne alors brièvement vers la religion.
Elle poursuit ensuite ses études à la Sorbonne. Mais sa mère, qui souhaite l'éloigner du milieu qu'elle y fréquente, l'envoie étudier à Berlin. Elle y côtoie les musiciens Bruno Walter, Wilhelm Furtwängler, Fritz Kreisler et Alexander Brailowsky. Elle retourne à la Sorbonne, retrouve Simone et rencontre Maurice Merleau-Ponty en février 1929. Elle noue avec ce dernier une histoire d'amour, et il lui fait une demande en mariage le 9 novembre, sans pour autant qu'ils se fiancent, dans l'attente de l'accord des deux familles. Deux jours plus tard, elle montre les premiers symptômes d'une encéphalite virale. Elle est hospitalisée le 13, et meurt le 25, avant ses 22 ans. 
Cependant, Beauvoir n'a pas imputé la mort de Lacoin à l'encéphalite, mais plutôt à l'étroitesse suffocante de la société bourgeoise patriarcale, comme l'écrit la fille adoptive de Beauvoir, Sylvie Le Bon de Beauvoir, dans l'avant-propos des Inséparables :

« Zaza est morte parce qu’elle a tenté d’être elle-même et qu’on l’a persuadée que cette prétention était un mal. Dans la bourgeoisie catholique militante où elle est née le 25 décembre 1907, dans sa famille aux traditions rigides, le devoir d’une fille consistait à s’oublier, se renoncer, s’adapter. Parce que Zaza était exceptionnelle, elle n’a pu « s’adapter » – terme sinistre qui signifie s’encastrer dans le moule préfabriqué où un alvéole vous attend, parmi d’autres alvéoles : ce qui déborde sera comprimé, écrasé, jeté comme déchet. Zaza n’a pu s’encastrer, on a broyé sa singularité. Là est le crime, l’assassinat. »

## Dans l'œuvre de Simone de Beauvoir
Simone de Beauvoir en fait un des personnages principaux des Cahiers de jeunesse et des Mémoires d'une jeune fille rangée : « Dans toutes ses conduites, elle [Zaza] faisait preuve d’une aisance qui m’émerveillait », « Je l’avais toujours connue moqueuse ; entre douze et quinze ans, elle fit de l’ironie un système ; elle tournait en ridicule non seulement la plupart des gens, mais aussi les coutumes établies et les idées reçues… ». Dans son journal intime, elle note « Du jour où je vous ai rencontrée, vous avez été tout pour moi ». Un récit lui est spécifiquement consacré, Les Inséparables, rédigé en 1954, où Élisabeth Lacoin est représentée sous les traits du personnage d'Andrée, mais jamais publié du vivant de l'autrice. Quand prime le spirituel, recueil de nouvelles, l'évoque également.

## Œuvres posthumes
- Lettres d'amitié (2022), recueil de lettres entre Élisabeth Lacoin, Simone de Beauvoir et Maurice Merleau-Ponty, publié par Sylvie Le Bon de Beauvoir[10].
- Zaza (1991), autobiographie, publiée par Marie-Christine Bastien.